# Jindřich Jindříšek
Jindřich Jindříšek (ruským/ukrajinským jménem Ignat Ignatijevič, 26. července 1857 Poniklá – 28. srpna 1924 Praha-Smíchov) byl český obchodník, podnikatel a mecenáš dlouhodobě žijící v Kyjevě, majitel obchodu s hudebninami a dílen na opravu a výrobu hudebních nástrojů v Kyjevě a zakladatel kyjevské nahrávací společnosti Extraphone. 
Aktivně se účastnil společenského a politického života, mj. jako člen Kyjevské městské dumy, ale také spolkové činnosti českých imigrantů v Rusku. Byl iniciátorem vzniku a předsedou českého krajanského spolku J. A. Komenský v Kyjevě a během první světové války mecenášem aktivit prvního československého odboje a vzniku čs. dobrovolnických sborů, nejprve České družiny, později čs. legií, v ruské armádě.

## Životopis

### Mládí
Narodil se v obci Poniklá nedaleko Jilemnice v Podkrkonoší na severovýchodě Čech. V roce 1873 maturoval na nižší reálce v Liberci, poté se vyučil ve vedení obchodu ve Vysokém nad Jizerou. V letech 1878 až 1879 prodával struny a sklo, poté se vydal na cestu do zahraničí k získání praxe. Dostal se až na pobřeží Černého moře, kde nějakou dobu pracoval v přístavech.
Následně byl nucen nastoupit povinnou vojenskou službu v rakousko-uherské armádě, ve věku odvodu ale neměl dost peněz na cestu domů a vydal se tedy nazpět do vlasti pěšky. Ukrajinští a moldavští rolníci mu po cestě poskytovali ubytování a stravu zdarma. Když se dostal do jižních Uher, prodělal zkušenost, která jej nadále formovala. Majitel panství, kterého oslovil, mu odpověděl, že zdravý člověk, pokud má hlad, má žádat o práci, ne o chleba. Jindříšek si toho dne odpracoval nárok na postel a večeři a na tuto situaci pak prý pamatoval až do konce života.
Po službě v armádě se Jindříšek v roce 1881 vrátil do Ruska a začal v Kyjevě prodávat psací potřeby, hudební nástroje a struny. V roce 1883 nashromáždil malý kapitál a otevřel si vlastní obchod s hudebními nástroji naproti budovy kyjevské opery na ulici Funduklevskaja (později ulice B. Chmelnického), který od roku 1885 provozoval též s dílnou na jejich opravu. Pravděpodobně v polovině 80. let 19. století se pak nechal podle pravoslavného obřadu pokřtít, přijal ruské jméno Ignat a stal se ruským poddaným. V roce 1888 se oženil s Marií Kratochvílovou (? - 5. března 1930), rovněž Češkou. Svatba se konala v Praze, v kostele na Královských Vinohradech.

### Depo hudebních nástrojů

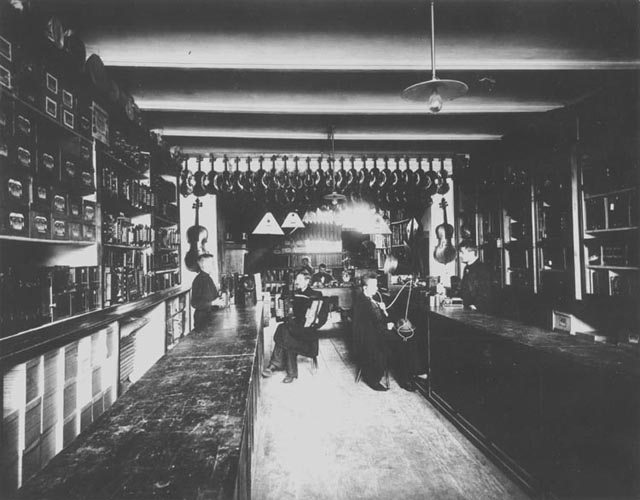
Interiér Jindříškovy kyjevské prodejny

V polovině 80. let 19. století se Jindřiškův obchod přestěhoval na bulvár Chreščatyk, do domu č. 58, a byl nazván „Depo hudebních nástrojů G. I. Jindřiška“ (nyní dům č. 52, později areál patřící Divadelnímu ústavu Karpenko-Kary).
V blízkosti byly také vybavené dílny a tiskárna. V letech 1886-1889 a 1892-1894 zde mj. pracoval houslař František Špidlen (1867-1916), jehož housle se brzy proslavily po celém Rusku. V roce 1895 Špidlen odešel do Moskvy, kde si otevřel vlastní dílny a stal se zakladatelem dynastie houslařů. V letech 1910-1917 pracoval u Jindříška Petr Schovánek (1891-1971), který vyráběl kvalitní housle a kytary, poté si také otevřel vlastní živnost a stal se slavným mistrem.
Sortiment obchodu zahrnoval nejrůznější hudební nástroje: levné dechové nástroje a balalajky, akordeony od harmonik po velké knoflíkové akordeony, harmonia a klavíry. Jindříškovo zboží bylo žádané nejen v Kyjevě, ale i v dalších městech, od roku 1916 tak fungovaly pobočky firmy také v Tule a Baku. V roce 1895 byl obchod oceněn medailí na výstavě v Nižním Novgorodu a v roce 1897 malou stříbrnou medailí v Kyjevě. V roce 1902 se v kyjevských obchodech poprvé objevila oddělení prodávající gramofony a desky, Jindříškův obchod je nabídl v roce 1903.

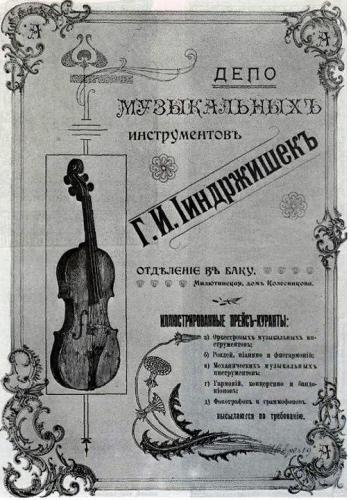
Reklama pobočky Depa hudebních nástrojů v Baku

V roce 1908 byl obchod uzavřen kvůli přemístění a rozšíření a v roce 1909 znovuotevřen na adrese Chresčatyk č. 41. Prodejna se nacházela v mezipatře (Piano nobile) budovy, v hlavním sále se prodávaly smyčcové a dechové nástroje a příslušenství, v přilehlých místnostech byla klavírní, notová a gramofonová oddělení. V téže budově byl byt rodiny Jindříškovy, hudební nakladatelství, sklad not, dílny a na staré adrese velký sklad hudebních nástrojů. Oddělení klavírů mělo trvale skladem až 200 nástrojů a celkem prodejna prodávala asi 400 klavírů a pianin.

### Extraphone
Na Chresčatyku č. 41 se také otevřelo nahrávací studio německé společnosti International Extra-Record, pro které techniku dovezl z Německa nový Jindříškův partner Ernst Hesse. Na kyjevském trhu s deskami přitom již tehdy byla vážná konkurence. V roce 1902 se v obchodě Mjanovského na Chreščatyku č. 52 objevilo oddělení ruské společnosti „Gramofon“, ve stejném roce se začaly prodávat desky v zrcadlovém salonu V. I. Buljona na ulici Proriznaja a v hračkářství I. F. Kordese. V následujících letech byla na Chresčatyku otevřena gramofonová oddělení v obchodních domech „Poljakin a synové“ a „M. Traube a spol.“, v prodejně „Schuster and Co.“ se vedle haličského trhu objevily sklady německých firem Omokord, Stella a Beka a specializovaná prodejna Gramophone Business.
Desky pod značkou Internatsional Ekstra-Rekord brzy začaly dominovat kyjevskému trhu. Katalogy společnosti se nedochovaly, takže celkový objem výroby není znám. V červenci 1909 vyšly první desky s nahrávkami operních pěvců a instrumentální hudby: G. A. Bosse (bas, později profesor Leningradské konzervatoře), P. I. Tsesevič (1879-1958, bas, později Zasloužilý umělec RSFSR), M. V. Bocharová (baryton), L. Stefanesko (cimbalista) a další. V roce 1909 bylo společností pořízeno 11 záznamů sopranistky E. D. Petljašové (1890-1971) s klavírním doprovodem N. V. Lysenka. Tři z těchto desek s ukrajinskými písněmi jsou v současné době ve sbírkách domu Muzeum N. V. Lysenka v Kyjevě.
V kyjevském studiu byly nahrány pouze voskové matrice a desky byly vytištěny v Berlíně. To zpozdilo plnění objednávek a partneři se rozhodli postavit továrnu v Kyjevě. Gramofonová továrna byla postavena koncem roku 1911 v Šuljavce a fungovala až do roku 1918. Díky vysoké kvalitě zvukových nahrávek, dobrému designu a pestrému repertoáru desek Ekstrafon úspěšně konkuroval tak známým společnostem jako Pathé, Metropol či Sirena. Produkty kyjevské továrny byly distribuovány prostřednictvím obchodních zástupců v Moskvě, Petrohradě a Baku. Během první světové války byly společností vydávány také vlastenecké písně, což si získalo mimořádný úspěch. V prosinci 1915 byl podnik přeměněn na akciovou společnost se základním kapitálem 500 000 rublů, její zaměstnanci se stali spoluvlastníky továrny . V letech 1915-1916 dosáhla výrobní kapacita 500 000 záznamů ročně.

### Spolkové a politické aktivity v Kyjevě
Češi se stěhovali do Ruska, resp. na území Ukrajiny, od 70. let 19. století, české osady vznikaly zejména v černomořské oblasti, Volyni a Podolí. Na začátku 20. století se v Kyjevě utvořila početná česká komunita ve čtvrti Šuljavka: Vedle továrních závodů Greter a Křivánek existovaly další české podniky, např. pobočka automobilky Laurin a Klement na Demievce . Bylo potřeba kulturních, vzdělávacích a veřejných institucí, které by zastupovaly zájmy imigrantů, ale před první ruskou revolucí v roce 1905 nebylo možné takové organizace registrovat.
V březnu 1907 začal z Jindříškovy iniciativy vznikl český krajanský spolek Jan Amos Komenský, pojmenovaný po J. A. Komenském, jehož předsedou se Jindříšek stal. V této funkci setrval po celou dobu činnosti společnosti. Společnost přispěla k založení jednoty Sokola v Kyjevě, podpořila zvelebení českého rekreačního parku Stromovka a ke vzniku české školy v Kyjevě. Jindříšek pozemek pro školu koupil za své peníze a zaregistroval na své jméno, protože cizinci neměli právo na koupi takového pozemku. Následně z tohoto důvodu musel snášet útoky závistivých lidí, kteří psali udání na policii, která ho obviňovala z nákupu nemovitosti za peníze získané na charitu. Jindříškova pověst byla ale bezvadná a policie podobná prohlášení brzy přestala brát v úvahu.
Vedle svých podnikatelských aktivit se Jindříšek výrazně zapojil do krajanské spolkové činnosti. Kromě toho se věnoval publikační činnosti - spolu se svým přítelem JUDr. Václavem Vondrákem (*1880) vydával od roku 1906 první týdeník v Rusku pro Čechy Ruský Čech, od roku 1911 se stal společníkem tiskárny Václava Švigovského (Švigovský koupil tuto tiskárnu od Vondráka) a vydával týdeník Čechoslovan. Byl také partnerem strojírny Vinař a Žarbinsky v Kyjevě, v pivovaru Hlaváček and Co. v Kremenčuku a v uhelných dolech. Podílel se na vytvoření a vedení kyjevské československé banky „Úvěrový ústav“. Banka nejprve otevřela kancelář v Žytomyru pro volyňské Čechy, poté centrálu v Kyjevě na Chresčatyk č. 25. Plánovalo se otevření poboček ve Zdolbunově, Dubně a dalších městech, ale tyto plány byly zmařeny začátkem ruské občanské války.

### První světová válka
S vypuknutím první světové války se pak ruští Češi ocitli ve složité situaci, protože většina z nich byla občany nepřátelského státu, Rakouska-Uherska. Již od prvních dnů války probíhaly v ruských městech demonstrace českých a slovenských krajanů na znamení loajality k Rusku a Srbsku, 3. srpna 1914 byl pak navržen projekt převodu příslušníků české komunity k ruskému občanství.
9. srpna 1914 se v Kyjevě za předsednictví Jindříška konala protirakouská demonstrace na Carském (později Evropském) náměstí a v sále Kupeckého sněmu (dnes budova Kyjevské filharmonie) se na shromáždění sešlo asi 3000 lidí. V usnesení přečteném nakladatelem V. Švigovským rozhodli, že nyní již nejsou žádní rakouští Češi: nyní jsou všichni jen Češi. Rovněž bylo rozhodnuto o zahájení přijímání dobrovolníků do armády, o vytvoření nemocnice pro raněné, byly odeslány telegramy do Bulharska a také k Čechům do Vídně, Berlína či Konstantinopole. Současně byl založen Kyjevský český výbor za předsednictví Jindříška, jehož jádrem byli Václav Vondrák, František Dědina, F. Paul a Otakar Červený. Výbor vyhlásil heslo „Vše pro válku a vítězství české věci“ a 12. srpna byla v kyjevském hotelu Praha zahájena registrace dobrovolníků, ze kterých byla v dalších týdnech vytvořena vojenská jednotka, tzv. Česká družina. Rovněž výbor zpočátku zajišťoval ubytování dobrovolníků. Do 20. srpna, kdy byl vydán rozkaz pro Kyjevský vojenský okruh k vytvoření českého praporu, se již přihlásilo více než 500 lidí. Od 25. srpna se pod vedením Jindříška konaly schůze českého výboru s členy „České družiny“, na kterých byly dobrovolníkům vysvětleny úkoly vytvoření armády a samostatného československého státu. K těmto událostem došlo v Kyjevě dva a půl roku předtím, než podobné úkoly stanovil pro ruské Čechy předseda Československé národní rady v Paříži T. G. Masaryk.
V září 1914 začala „Česká družina“ s výcvikem jako ruská vojenská jednotka. Jindříšek a český výbor se dále připravovali na pravděpodobný přísun raněných, rovněž bylo nutné se postarat o některé rodinné příslušníky členů čety. František Dědina navrhl pro tento účel vytvořit charitativní nadaci, která byla následně založena spolkem J. A. Komenský. Nadace působila v Kyjevě a jeho okolí, dále ve Volyňské a Podolské gubernii. Od 1. října 1914 začali spolkově sdružení Češi platit ve prospěch nadace „válečnou daň“, jejíž výše se určovala podle majetkové kvalifikace nebo platu a pohybovala se od 50 kop do 200 rublů měsíčně, někteří se zavazovali na větší částky; Celkem se ročně vybralo 25–30 tisíc rublů.
Dne 7. března 1915 se v Moskvě konal I. sjezd Svazu českých (od května 1915 - československých) krajanských spolků, na kterém se sešli zástupci osmi spolků ze šesti krajů Ruského impéria. Jindříšek na sjezdu zastupoval Kyjevský český výbor, byli tam zástupci spolku J. A. Komenský. Na sjezdu bylo rozhodnuto umístit předsednictvo Svazu do Petrohradu a vojenskou komisi v čele s V. Vondrákem do Kyjeva; Jindříšek pak vedl finanční komisi Svazu.
Na jaře 1915, když německá armáda postupovala v Haliči, otevřel Jindříšek na návrh inženýra S. Gouzwitze Českou továrnu na vagony, která vyráběla železniční vozy pro potřeby armády. K rozjetí výroby použil Jindříšek vlastní prostředky, část počátečního kapitálu poskytli V. Vondrák a Louis Tuček, zástupce firmy Laurin a Klement v Kyjevě. Zajatí Češi z rakousko-uherské armády zde pracovali jako dělníci.
Dne 25. dubna 1916 se v Kyjevě konal 2. sjezd Svazu československých spolků Ruska, rovněž za předsednictví Jindříška. Sjezd se konal v sále Městské dumy pod heslem „Pouze vojenský odpor povede k cíli – československé samostatnosti!“ Zúčastnilo se ho 69 delegátů z 19 spolků. Během jednání bylo československé hnutí rozděleno na petrohradskou a kyjevskou skupinu a většinou hlasů bylo rozhodnuto přenést ústředí Svazu do Kyjeva. 22. srpna 1916 se na kyjevském nádraží konala slavnostní schůze za přítomnosti Josefa Düricha, místopředsedy Československé národní rady. Dürichovým stanoviskem bylo vytvoření, či spíše obnovení, suverénního Českého království, podřízeného ruské moci, v čemž se Jindříšek stal jeho ideovým protivníkem. Na jaře 1917 byl pak Dürich zbaven svých pravomocí a Svaz začal jako celek prosazovat vytvoření demokratické republiky
Zprávy o únorové revoluci 1917 přinesly mezi ruské Čechy období politické euforie. V Kyjevě se konalo mnoho shromáždění a demonstrací, tyto události mj. popsal ve své eseji „Tajemství mého pobytu v Rusku“ Jaroslav Hašek. Brzy se však ukázalo, že situace se změnila ve prospěch petrohradské opozice, která zahrnovala příznivce Československé národní rady a T. G. Masaryka. Petrohradské Čechy podporovali i členové Klubu zaměstnanců Svazu československých spolků, především osvobozených českých zajatců z rakousko-uherské armády.
Na III. sjezdu Svazu československých spolků (23. dubna až 1. května 1917) byla uznána jeho podřízenost pařížskému centru Československé národní rady a Masarykovi a Petrohrad byl ustanoven její pobočkou. Zásluhy Jindříška, Vondráka, Tučka a dalších starousedlíků z řad „ruských Čechů“ začaly být podceňovány a postupně byli vytlačováni z politiky. Jindříšek se tak mohl více věnovat svým firmám a Spolku J. A. Komenského, nadaci České družiny či kyjevské české škole.
Když T. G. Masaryk přijel do Ruska, byl si vědom činnosti československých spolků, ale podceňoval je a kritizoval je za nedostatek profesionálního vojenského vedení. Známá je věta, kterou vyslovil Masaryk v Moskvě 16. června 1917: „Celé tři roky se tu nic nedělo...“. A o dva týdny později pak zvítězil sbor čs. legií v bitvě u Zborova. 29. července přijel Masaryk do Kyjeva. Druhý den se v prostorách Úvěrového ústavu konalo jednání kyjevského výboru, kterého se zúčastnil i Jindříšek. Diskutovalo se o problémech při utváření čs. legií a řešilo se, jak překonat pokles kvality výcviku při rychlém formování armády ze zajatců. Koncem roku 1917 se ekonomika v Ruské říši zhroutila. Jindříškovy podniky přestaly fungovat pro nedostatek materiálu a nebyla ani poptávka po jejich výrobcích. Rok 1918 začal lednovým povstáním, po kterém byl Kyjev dočasně obsazen bolševiky. Masaryk uzavřel s Ústřední radou a bolševiky dohody o neutralitě ČSR a 22. února opustil Kyjev. V březnu město obsadili Němci a s nimi se objevili agenti rakouské policie, kteří hledali české aktivisty. Jindříšek byl také na seznamu zrádců Rakouska-Uherska. Před zatčením jej a další nakonec zachránilo jen to, že německé úřady nedaly Rakušanům úplnou svobodu jednání na obsazených územích. Mezi březnem 1918 a počátkem roku 1919 se Jindříšek snažil zachránit své podniky a působil jako veřejný konzul na obranu českých starousedlíků.
28. října 1918 byla vyhlášena ČSR. Bývalí rakouští občané automaticky získali československé občanství, Češi s ruským občanstvím se ale ocitli v nejistém postavení. Po příchodu bolševiků na Ukrajinu v únoru 1919 pak začalo vyvlastňování podniků, ale také cenností a zařízení domácností. Na pokyn československých bolševiků začali bezpečnostní důstojníci zatýkat také Čechy, někteří byli následně zastřeleni. V červnu se tak Jindříšek rozhodl k odchodu ze země. Změnil vzhled a odjel vlakem schovaný v zavazadlových vozech, hranice se mu tak podařilo překročit bez kontroly.

### V Československu
Návratu do vlasti se Jindříškovi usadili v Mariině domovině, v Kostelci nad Labem, poté se přestěhovali do Prahy a kde bydleli na Malé Straně v ul. Všehrdova 5. Jindříšek uveřejnil 15. července 1919 v deníku Národní listy článek s názvem Aby bylo jasno, ve kterém obvinil československé úřady ze lhostejného postoje k bolševikům a oznámil, že hodlá pořádat schůze proti bolševikům. Poté začal být považován za kontrarevolucionáře a byl nucen Prahu opustit. Pracoval jako účetní v podniku nákladní dopravy v Terezíně, poté v automobilce a brzy se stal vedoucím ruského gymnázia v Moravské Třebové. Tato studentská kolonie měla asi 500 lůžek ve 40 malých domech, jídelnu a studentům byly poskytnuty učebnice v ruštině a ruské studentské uniformy. Od 1. prosince 1921 se pak Jindříšek stal smluvním zaměstnancem Ministerstva zahraničních věcí a v říjnu 1923 nastoupil do funkce poradce pro styk se sovětským Ruskem v obchodně politické sekci ministerstva zahraničí. V letech 1922 až 1924 se účastnil i veřejného života: mj. byl členem výboru Spolku Čechů a Slováků na Rusi.

### Úmrtí a památka
Na jaře 1924 Jindříšek onemocněl a 28. srpna téhož roku zemřel. Dne 2. září se v krematoriu na Olšanských hřbitovech uskutečnil obřad, kterého se zúčastnili zástupci ministerstva zahraničních věcí, armády, ředitel ruského gymnázia profesor V. N. Svetozarov či zástupci novinových redakcí. Urna s popelem 9. prosince byla umístěna v Muzeu odboje na Troji a později přemístěna do Památníku osvobození na Vítkově. Za druhé světové války urna zmizela, její osud není znám.
Teprve po jeho smrti vyšlo najevo, že v souladu se zákonem Za zásluhy o ČSR přijatým v roce 1919 měl být Jindříškovi udělen status účastníka československého odboje. Rozhodnutím Kanceláře československých legií ze dne 25. dubna 1925 byl J. Jindříšek uveden jako legionář, byly mu přiznány zásluhy o budování legií v období od 1. srpna 1914 do 13. května 1917, kdy předsedal Kyjevskému českému výboru a byl členem vedení Svazu československých spolků v Rusku. Vdově Marii Jindříškové byl přiznán doživotní důchod ve výši 12 000 Kčs ročně.
V prosinci 1925 na domě v pozdější ulici Pavla Švandy ze Semčic č. 3 v Praze-Smíchově, kde J. Jindříšek žil v posledních letech života a také zde zemřel, byla instalována pamětní deska. Žulovou desku o rozměrech 1,15×1,4 metru s basreliéfem Jindříška zhotovil sochař a někdejší člen České družiny Vlastimil Amort a její slavnostní odhalení proběhlo 25. dubna 1926. Později pak byla z politických důvodů odstraněna a z depozitáře se ztratila.
V roce 1926 byl vytvořen charitativní fond J. Jindříška na pomoc starým lidem, vdovám a sirotkům Čechů a Slováků původem Ruska.